# Connersville (Indiana)
Connersville es una ciudad ubicada en el condado de Fayette en el estado estadounidense de Indiana. En el Censo de 2010 tenía una población de 13.481 habitantes y una densidad poblacional de 670,75 personas por km².

## Geografía
Connersville se encuentra ubicada en las coordenadas 39°39′29″N 85°8′30″O / 39.65806, -85.14167. Según la Oficina del Censo de los Estados Unidos, Connersville tiene una superficie total de 20.1 km², de la cual 20.06 km² corresponden a tierra firme y (0.19%) 0.04 km² es agua.

## Demografía
Según el censo de 2010, había 13.481 personas residiendo en Connersville. La densidad de población era de 670,75 hab./km². De los 13.481 habitantes, Connersville estaba compuesto por el 95.73% blancos, el 2.12% eran afroamericanos, el 0.17% eran amerindios, el 0.32% eran asiáticos, el 0% eran isleños del Pacífico, el 0.35% eran de otras razas y el 1.31% pertenecían a dos o más razas. Del total de la población el 1.02% eran hispanos o latinos de cualquier raza.